# Denis Golovanov
Denis Golovanov född 27 mars 1979 i Sotji, är en före detta professionell tennisspelare från Ryssland.

## ATP-titlar

### Dubbel (1)
- 2001 - Sankt Petersburg med Jevgenij Kafelnikov, mot Marat Safin och Irakli Labadze